# Giulian Biancone
Giulian Biancone (Fréjus, 31 marzo 2000) è un calciatore francese, difensore dell'Olympiacos.

## Caratteristiche tecniche
È un terzino destro forte fisicamente e abile tecnicamente; può essere impiegato anche come difensore centrale.

## Carriera

### Club

#### Gli inizi, Monaco
Calcisticamente cresciuto nel settore giovanile del Monaco, ha esordito in prima squadra il 28 novembre 2018, nella partita di Champions League persa per 0-2 sul campo dell'Atlético Madrid; il 22 dicembre ha debuttato anche in Ligue 1, giocando da titolare il match perso per 0-2 contro il Guingamp.

#### Cercle Bruges e Troyes
Tra il 2019 e il 2021 ha militato nei belgi del Cercle Bruges.
Il 12 agosto 2021 è stato acquistato dal Troyes, facendo ritorno in Francia dopo due anni.

#### Nottingham Forest e Olympiakos
Il 3 luglio 2022 viene acquistato dagli inglesi del Nottingham Forest.
Dopo appena un anno e 3 presenze complessive, il 18 settembre 2023 viene ceduto a titolo definitivo all'Olympiacos.

## Statistiche

### Presenze e reti nei club
Statistiche aggiornate al 18 febbraio 2025.
| Stagione                 | Squadra                  | Campionato               | Campionato | Campionato | Coppe nazionali | Coppe nazionali | Coppe nazionali | Coppe continentali | Coppe continentali | Coppe continentali | Altre coppe | Altre coppe | Altre coppe | Totale | Totale |
| Stagione                 | Squadra                  | Comp                     | Pres       | Reti       | Comp            | Pres            | Reti            | Comp               | Pres               | Reti               | Comp        | Pres        | Reti        | Pres   | Reti   |
| ------------------------ | ------------------------ | ------------------------ | ---------- | ---------- | --------------- | --------------- | --------------- | ------------------ | ------------------ | ------------------ | ----------- | ----------- | ----------- | ------ | ------ |
| 2018-2019                | Monaco                   | L1                       | 3          | 0          | CF+CdL          | 1+1             | 0+1             | UCL                | 2                  | 0                  | -           | -           | -           | 7      | 1      |
| 2019-2020                | Cercle Bruges            | D1                       | 25         | 1          | CB              | 1               | 0               | -                  | -                  | -                  | -           | -           | -           | 26     | 1      |
| 2020-2021                | Cercle Bruges            | D1                       | 18         | 1          | CB              | 2               | 0               | -                  | -                  | -                  | -           | -           | -           | 20     | 1      |
| Totale Cercle Brugge     | Totale Cercle Brugge     | Totale Cercle Brugge     | 43         | 2          |                 | 3               | 0               |                    | 0                  | 0                  |             | -           | -           | 46     | 2      |
| 2021-2022                | Troyes                   | L1                       | 33         | 1          | CF              | 0               | 0               | -                  | -                  | -                  | -           | -           | -           | 33     | 1      |
| 2022-2023                | Nottingham Forest        | PL                       | 2          | 0          | FACup+CdL       | 0+1             | 0+0             | -                  | -                  | -                  | -           | -           | -           | 3      | 0      |
| lug.-set. 2023           | Nottingham Forest        | PL                       | 0          | 0          | FACup+CdL       | 0+0             | 0+0             | -                  | -                  | -                  | -           | -           | -           | 0      | 0      |
| Totale Nottingham Forest | Totale Nottingham Forest | Totale Nottingham Forest | 2          | 0          |                 | 1               | 0               |                    | -                  | -                  |             | -           | -           | 3      | 0      |
| set. 2023-2024           | Olympiacos               | SL                       | 10+1       | 0          | CG              | 1               | 0               | UECL               | 0                  | 0                  | -           | -           | -           | 12     | 0      |
| 2024-2025                | Olympiacos               | SLE                      | 12         | 1          | CG              | 3               | 0               | UEL                | 2                  | 1                  | -           | -           | -           | 17     | 2      |
| Totale Olympiacos        | Totale Olympiacos        | Totale Olympiacos        | 22+1       | 1          |                 | 4               | 0               |                    | 2                  | 1                  |             | -           | -           | 29     | 2      |
| Totale carriera          | Totale carriera          | Totale carriera          | 101        | 4          |                 | 10              | 1               |                    | 4                  | 1                  |             | -           | -           | 115    | 6      |

## Palmarès

### Competizioni nazionali
- Campionato greco: 1

Olympiakos: 2024-2025

### Competizioni internazionali
- UEFA Conference League: 1

Olympiakos: 2023-2024